# Alex Roelse
Alex Roelse (Gorinchem, 10 de janeiro de 1995) é um jogador de polo aquático estadunidense.

## Carreira
Roelse integrou a Seleção Estadunidense de Polo Aquático que ficou em décimo lugar nos Jogos Olímpicos de 2016.